# Denizli
Denizli è una città della Turchia, situata ad est del fiume Meandro. È capoluogo dell'omonima provincia. Da un punto di vista strettamente turistico la città presenta soltanto «un piccolo museo archeologico ed un museo etnografico». I dintorni sono invece molto interessanti a livello archeologico e storico.

## Storia
Nell'area di Denizli si trovavano diversi insediamenti greci e romani come Hierapolis e Laodicea al Lico. La città attuale fu fondata con l'insediamento dei turchi e fu sede del principato medievale noto come Beylikato di Lâdik.

## Monumenti e luoghi d'interesse
I siti archeologici si trovano fuori città: Laodicea al Lico a 6 chilometri a nord, nei pressi del villaggio di Eskihisar; Hierapolis-Pamukkale, patrimonio dell'umanità UNESCO a 20 chilometri. «A 8 Km da Denizli, sulla strada che porta verso Dinar, c'è un caravanserraglio selciuchide che risale al XIII secolo».

## Istruzione
L'Università di Pamukkale, con sede a Denizli, è stata fondata nel 1992.

## Sport
Il Denizlispor Kulübü è una polisportiva nota per la sua sezione calcistica.

## Infrastrutture e trasporti
L'aeroporto di Denizli-Çardak si trova nel vicino distretto di Çardak.